# David Mackay
David Mackay (Eastbourne, Sussex, 1933 - Barcelona, 12 de novembre de 2014) va ser un arquitecte britànic i soci de MBM arquitectes, juntament amb Oriol Bohigas, Josep Martorell des de 1962, i d'Oriol Capdevila i Francesc Gual des del 2000. Va ser molt actiu a nombrosos països i a Catalunya, on entre altres projectes va treballar en el disseny per a la renovació de la zona del port Olímpic de Barcelona i la construcció de La Vila Olímpica del Poblenou el 1992. El desembre de 2013 va publicar a Edimburg el seu darrer llibre, On Life and Architecture.

## Biografia
El 1958 va obtenir el diploma d'honor en arquitectura del Northern Polytechnic i el 1959 es va fer soci del Royal Institute of British Architects. Aquest mateix any fixà la residència a Barcelona, on el 1962 s'associà amb els arquitectes Oriol Bohigas i Josep Martorell, els quals van crear l'estudi MBM arquitectes. Va escriure nombrosos llibres i assaigs sobre arquitectura, pels quals va ser guardonat en diverses ocasions. Alternà la tasca professional amb la docència en universitats catalanes, estatals i estrangeres i va ser membre de nombrosos jurats d'arquitectura i urbanisme arreu del món. Amb MBM Arquitectes va realitzar diversos projectes com l'Escola Garbí (1965), l'Escola Thau Barcelona (1972-1974), l'edifici d'habitatges a la Kochstrasse a Berlín (Alemanya) (1985-1992), la Vila Olímpica i el Port Olímpic de Barcelona (1985-1992), l'edifici d'oficines Palau Nou de la Rambla a Barcelona (1989-1993), la Universitat Pompeu Fabra a Barcelona (1995-2001), l'escola Vila Olímpica a Barcelona (1996-1999), l'ampliació d'El Corte Inglés (1998-2004), etc. Entre els seus dissenys cal destacar el llum de paret M8M-2 (1966), el moble bar Tredós (1969), tots creats en col·laboració amb Oriol Bohigas i Josep Martorell, o l'armari Àbac (1990), creat amb la col·laboració de Lluís Pau.
A partir de 2003 va ser l'arquitecte principal de A Vision for Plymouth (Una visió per Plymouth), també coneguda com la «Visió de Mackay», que és un important pla per a la renovació de la ciutat de Plymouth, a Anglaterra. El pla implicarà la demolició de la zona d'entreteniment coneguda com a Plymouth Pavilions.
Una de les seves darreres obres a Barcelona va ser la futura seu del Disseny Hub Barcelona.
Era una persona amb inquietuds socials; era col·laborador d'Amnistia Internacional des del 1967, quan l'entitat encara no estava legalitzada a Espanya. Amb l'arribada de la democràcia, va participar en el procés de legalització de la Secció espanyola d'Amnistia Internacional (1978), i en va ser un activista compromès.